# 티라

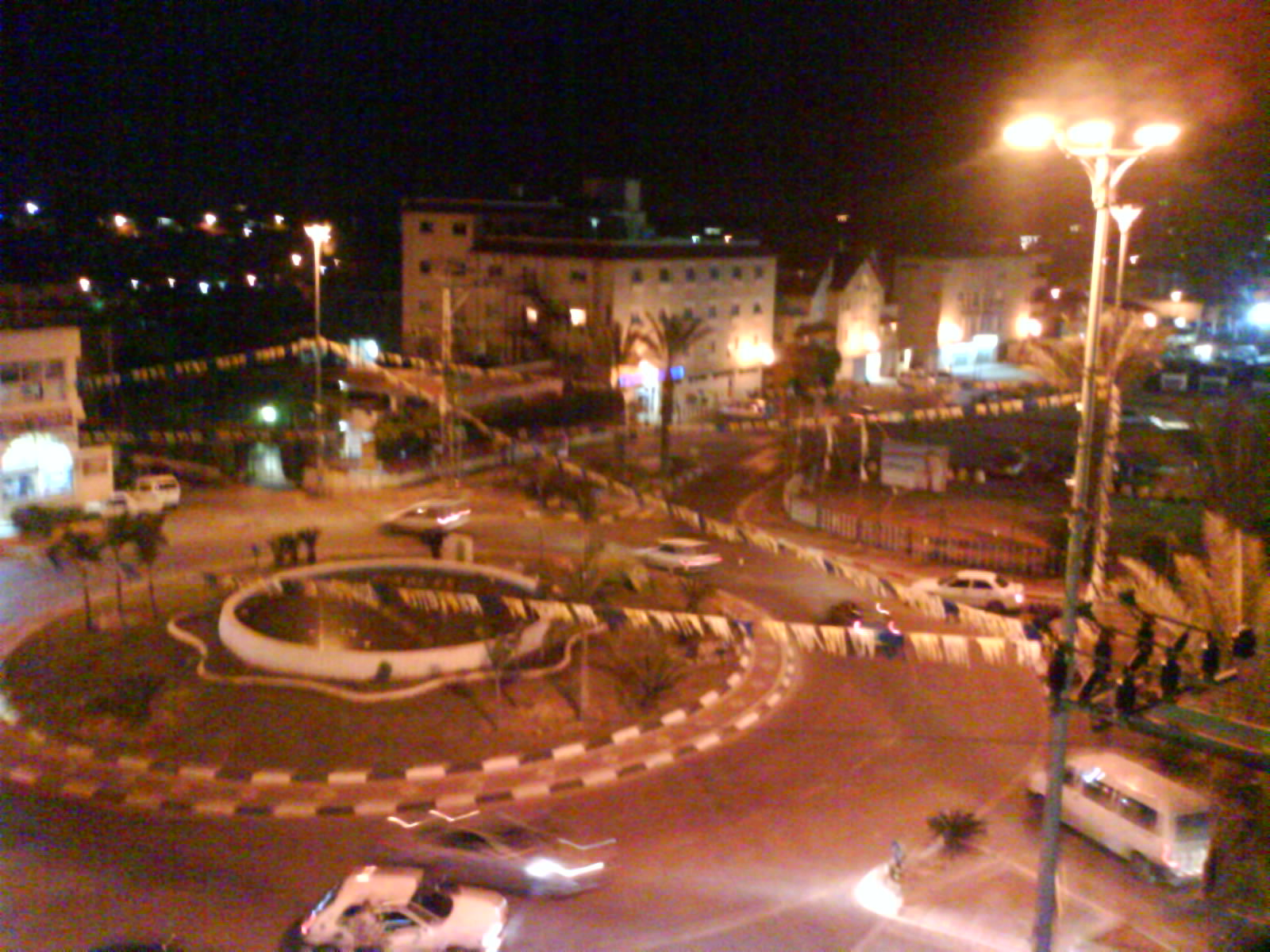
티라

티라(히브리어: טִירָה, 아랍어: الطـّيرة)는 이스라엘 중부 구에 위치한 도시로 면적은 11.894km2, 인구는 25,268명(2016년 기준)이다. 도시 이름은 히브리어로 "요새"를 뜻한다.
1967년 제3차 중동 전쟁 이전에 설정된 이스라엘의 경계선인 그린 라인의 안쪽에 위치한다. 아랍계 이스라엘인이 도시 인구의 대부분을 차지하고 있으며 인근에는 유대인 인구가 다수를 차지하고 있는 크파르사바가 위치한다. 매주마다 야외 시장이 열린다.

시 문장